# 旭洋丸事件
旭洋丸事件（きょくようまるじけん）は、1960年に起きた、日本の漁船による北朝鮮への密出国事件。関係者が出入国管理令違反で逮捕・起訴されたが、船長他1名の裁判において、この事件が公安調査庁や警察庁による北朝鮮に対する諜報工作の一環として企図され、船長らはその事情を知らなかったとして一審で無罪になったことから、国会でも取り上げられた。

## 事件の概要
1960年12月24日、島根県邇摩郡温泉津町（現・大田市）の温泉津港から、船長Aおよび船員B-E、日本人F、朝鮮人Gを乗せた漁船「旭洋丸」が北朝鮮の新浦港を目指して出港し、Gを新浦で下ろしてから1961年1月12日に鳥取県の境港に帰港した。北朝鮮への渡航目的は「日鮮漁業合作協定の締結をはかる」というものであった。しかし、帰国した旭洋丸の関係者は出入国管理令違反により海上保安庁浜田海上保安部によって逮捕される。検挙理由は、出入国管理令違反であるが、北朝鮮との密貿易が疑われている、というものであった。

## 裁判経過
関係者のうち、船員C-Eについては略式命令による罰金1万円、Fは松江地方裁判所浜田支部で懲役6か月執行猶予2年、Gは東京地方裁判所で懲役10か月執行猶予3年の処分が確定した。しかし、船長のAおよび船員Bについては、松江地方裁判所浜田支部の一審で1963年12月11日に無罪判決が下された。その決定理由は「被告人等は本件出国について治安当局（特に鳥取県境港警察署）の承認があるものと信じ、且つそのように信ずべき正当な事由があるから罪を犯す意思がない。またかりに被告人等」に犯意があった「としても、当時の客観的情勢の下においては、もはや被告人等に出国を思い止まることを期待することは不可能であったから、いずれにしても本件所属は無罪である」というものであった。
AとBの裁判において弁護側は、公安調査庁や警察庁が諜報員を北朝鮮に送り込むことが渡航の本来の目的であったが、そのことをAとBは全く知らずに当局の承認があるとして出航したと主張した。一審判決では、Fおよびその背後にいるとされたH（中島辰次郎）とIはかつて関東軍の特務機関に所属して（FとIがHの部下）、戦後はHが連合国軍最高司令官総司令部で情報関係の職に就き、Fは新聞社で中華人民共和国や北朝鮮関係の情報を集めて米軍に提供、Gは大韓民国の「景武台機関」のメンバーであったと認定し、FとHは今回の前にも1958年と1959年の2度にわたり同様の北朝鮮への「漁業合作協約」のためとする工作船を仕立てたが失敗していたとした。1960年に再度企図するに当たり、Iが警察庁警備課に出向いてその行為が不法にならない確認をしたと認定した。Bは出港の一週間前に境港警察署の警備係の部長に「漁業合作のために渡航する」ことを記した手紙を送付し、出港3日前にBとFが部長に面談した際に部長は渡航の制止をせず、B・Fに酒類を贈ったともされた。
1965年9月30日の参議院法務委員会でこの件を問われた内閣調査室次長は、Hは内閣調査室に在籍したことはないと答弁し、警察庁警備局長の秦野章（のちに法務大臣）は、Iが警察庁に来たことは認めたものの内容についてはそのような事実はない、境港警察署部長の行動は密出国の嫌疑には不十分と判断したもので酒類は前日に受けた飲食の便宜に対する返礼だったと説明した。
この事件についてはその後も、1967年6月30日および7月14日の衆議院法務委員会でも問題視されたが、いずれにおいても内閣調査室側は、北朝鮮への渡航工作をおこなった事実はないと答弁した。
AとBの一審判決に対して、検察側は広島高等裁判所松江支部に控訴したが結果は不明である。
これらに基づき、この事件は「内閣調査室、警察庁警備課、それにアメリカ中央情報局が連携した北朝鮮に対するスパイ事件であった」とする書籍もある。

## 関連論文
- 佐藤勝巳「治安当局の謀略と本質--旭洋丸事件」『朝鮮研究 』No.86、1969年